# روجر ليما
روجر ليما (بالبرتغالية: Roger Manganelli‏) هو موسيقي برازيلي، ولد في 31 أكتوبر 1973 في بورتو أليغري في البرازيل.

## وصلات خارجية
- روجر ليما على موقع ميوزك برينز (الإنجليزية)
- روجر ليما على موقع أول ميوزيك (الإنجليزية)
- روجر ليما على موقع ديسكوغز (الإنجليزية)
- روجر ليما على موقع ديسكوغز (الإنجليزية)